# Real salvadoregno
Il real è stata la valuta di El Salvador fino al 1877.

## Storia
Sia il real coloniale spagnolo, sia il real della Repubblica Federale del Centroamerica circolavano in El Salvador. Tra il 1828 e il 1835 furono coniate monete specifiche per El Salvador e, dal 1830, furono contromarcate diverse monete straniere per essere utilizzate nel paese. Nel 1877 vennero introdotte banconote denominate in pesos, al cambio di 8 reales = 1 peso. Il real cessò di essere utilizzato nel 1889, quando El Salvador decimalizzò la valuta.

## Monete
Tra il 1828 e il 1835 furono emesse monete d'argento in tagli da ½, 1, 2 e 4 reales. Tutte riportavano il disegno di una montagna su una faccia, con l'iscrizione "Moneda Provisional" (in italiano: "Moneta Provvisoria"). In addition, vennero contromarcate alcune monete straniere. La maggior parte erano denominate in real, incluse monete da ½, 1, 2, 4 e 8 reales, ma anche alcune monete britanniche da 6 pence e da 1 shilling furono contromarcate.